# Renzo Tortelli
Renzo Tortelli (Potenza Picena, 5 de diciembre de 1926 - Civitanova Marche, 29 de marzo de 2019) fue un fotógrafo italiano. Recibió el título honorífico de Insigne Fotografo Italiano por parte de la Federación Italiana de Asociaciones Fotográficas (FIAF) en 2012.

## Biografía
Renzo Tortelli nació en Potenza Picena, hijo de Lina Toffoli y Carlo Luigi Tortelli. Comenzó su carrera como aprendiz en la barbería de su padre y posteriormente trabajó en la fábrica de gafas Safilo en la región del Cadore. Su formación técnica se completó con la ayuda de un pariente óptico en Rovigo y sus estudios autodidactas en la biblioteca de Calalzo. Durante la guerra regresó con su hermano a la región de Las Marcas, se graduó en el Instituto Nacional de Óptica de Arcetri, en Civitanova Marche, donde abrió en 1952 la primera óptica de la ciudad.
Su pasión por la fotografía surgió a principios de los años 1950, influenciado por los círculos fotográficos activos en Las Marcas, especialmente en Fermo (con el CCF fundado por Luigi Crocenzi) y en Senigallia (con el grupo La Bussola, fundado por Giuseppe Cavalli y que más tarde se convertiría en el grupo Misa).
En 1953 se casó con Eleda Pettinelli, una fotógrafa reconocida. En 1956, en Osimo, conoció al ingeniero Enrico Monchi, quien lo presentó a figuras clave como Giuseppe Cavalli, Mario Giacomelli, Ferruccio Ferroni, Paolo Monti, Giuseppe Turroni y Romeo Martinez.

## Piccolo Mondo
En 1958 inició un proyecto fotográfico centrado en la infancia y el entorno escolar. Durante dos años documentó de manera cercana la vida de niños y niñas en contextos educativos, bajo el título de Piccolo Mondo (Pequeño mundo).

## Actividad artística y exposiciones
En los años 1960 y 1970, Tortelli amplió su enfoque para incluir también artistas y escultores italianos, documentando su trabajo. Entre ellos se encuentran Sante Monachesi (fundador del futurismo en Las Marcas), Domenico Cantatore (del movimiento Corrente), Arnoldo Ciarrocchi, Giorgio Cegna, Silvio Craia, Odo Tinteri y Wladimiro Tulli. En 1965 fotografió las esculturas gravitacionales de Monachesi en la Trienal del Adriático.
Su primera exposición individual fue en 1961 en el Circolo Fotografico Milanese. A partir de entonces, participó activamente en muestras en Italia y en el extranjero. En 1967 expuso en el Palacio Strozzi de Florencia con el grupo Intrarealismo, y más tarde en Barcelona (SONINMAG/5), Terrassa (junto a Mario Giacomelli), y en 1968 en la galería O’Hana de Londres.
Después de 25 años de silencio, regresó a la escena artística en los años 1990 participando en la Bienal de Fotografía de Roma. En 2002–2003 expuso en la Keith De Lellis Gallery de Nueva York y en la Pinacoteca de los Museos de Macerata, con las series Piccolo Mondo y Quelli della Speranza.
En 2005, el Instituto Italiano de Cultura de Hamburgo le dedicó una exposición sobre la cultura rural de Las Marcas de los años 60. La muestra viajó luego a Kiel y a la Sociedad Dante Alighieri. En 2006 participó en la exposición internacional AFAL en Sevilla junto a Gianni Berengo Gardin, Henri Cartier-Bresson, William Klein, Frank, Giacomelli y Otto Steinert. También expuso en Guadalajara (México), Almería, Verdelais (Francia), L’Aquila y Senigallia.
En 2007 participó en Paris Photo con la galería ADMIRA de Milán y volvió a exponer en Nueva York con la Steven Kasher Gallery. En 2008 recibió el Premio Scanno por sus reportajes de 1957–59. En 2011 se le rindió homenaje con una gran retrospectiva y una publicación que reunió sus principales series: Scanno, Piccolo Mondo, Agreste y Gente de París.
Su obra documental refleja la vida cotidiana y la cultura popular italiana.
En 2012 la FIAF le otorgó el título de Insigne Fotografo Italiano. En 2013 participó en la feria MIA Photo con la galería Pavesi, que también le dedicó una retrospectiva. En 2015, con motivo de la Expo de Milán, el proyecto MarcheBestWay organizó la exposición Terramare. Visioni dalle Marche 1958–1968.
Tortelli es considerado uno de los grandes cronistas visuales italianos del siglo XX.

## Amistad con Mario Giacomelli
Renzo Tortelli mantuvo una profunda amistad con Mario Giacomelli, basada en una visión común de la fotografía como arte antes que técnica. En 1957 y nuevamente en 1959 viajaron juntos a Scanno (Abruzos), donde Giacomelli captó la famosa imagen Il bambino di Scanno. Las fotografías de esos viajes forman parte del archivo Tortelli.

## Series fotográficas
- Il paesaggio delle Marche (desde 1955)
- Scanno (1957–59)
- Loreto (1959)
- Piccolo Mondo (1958–59)
- Marine (desde 1958)
- Milano (1958)
- Agreste (1960–69)
- Primo Maggio sul Misa (1964)
- Gente de París (1996) 
  - Gente de París (1996)[4]
- Quelli della Speranza